# ISO 3166-2:UY
ISO 3166-2:UY — стандарт ISO, який визначає геокоди для департаментів Уругваю. Він є частиною стандарту ISO 3166-2. Кожен код складається з двох частин, розділених дефісом. Перша частина (UY) - ISO 3166 код країни Уругвай, друга - адміністративно територіальної одиниці в країні.

## Таблиця
Геокоди 19 територіальних департаментів Уругваю.
| Код   | Адміністративна одиниця |
| ----- | ----------------------- |
| UY-AR | Артіґас                 |
| UY-CA | Канелонес               |
| UY-CL | Серро-Ларго             |
| UY-CO | Колонія                 |
| UY-DU | Дурасно                 |
| UY-FS | Флорес                  |
| UY-FD | Флорида                 |
| UY-LA | Лавальєха               |
| UY-MA | Мальдонадо              |
| UY-MO | Монтевідео              |
| UY-PA | Пайсанду                |
| UY-RN | Ріо-Негро               |
| UY-RV | Ривера                  |
| UY-RO | Роча                    |
| UY-SA | Сальто                  |
| UY-SJ | Сан-Хосе                |
| UY-SO | Соріано                 |
| UY-TA | Такуарембо              |
| UY-TT | Трейнта-і-Трес          |